# Cornificia
Annia Cornificia Faustina (122 o 123 – tra il 152 e il 158) è stata la minore e l'unica femmina tra i figli del pretore Marco Annio Vero e della moglie Domizia Lucilla, entrambi provenienti da famiglie senatorie di rango consolare. Era la sorella dell'imperatore Marco Aurelio.

## Biografia

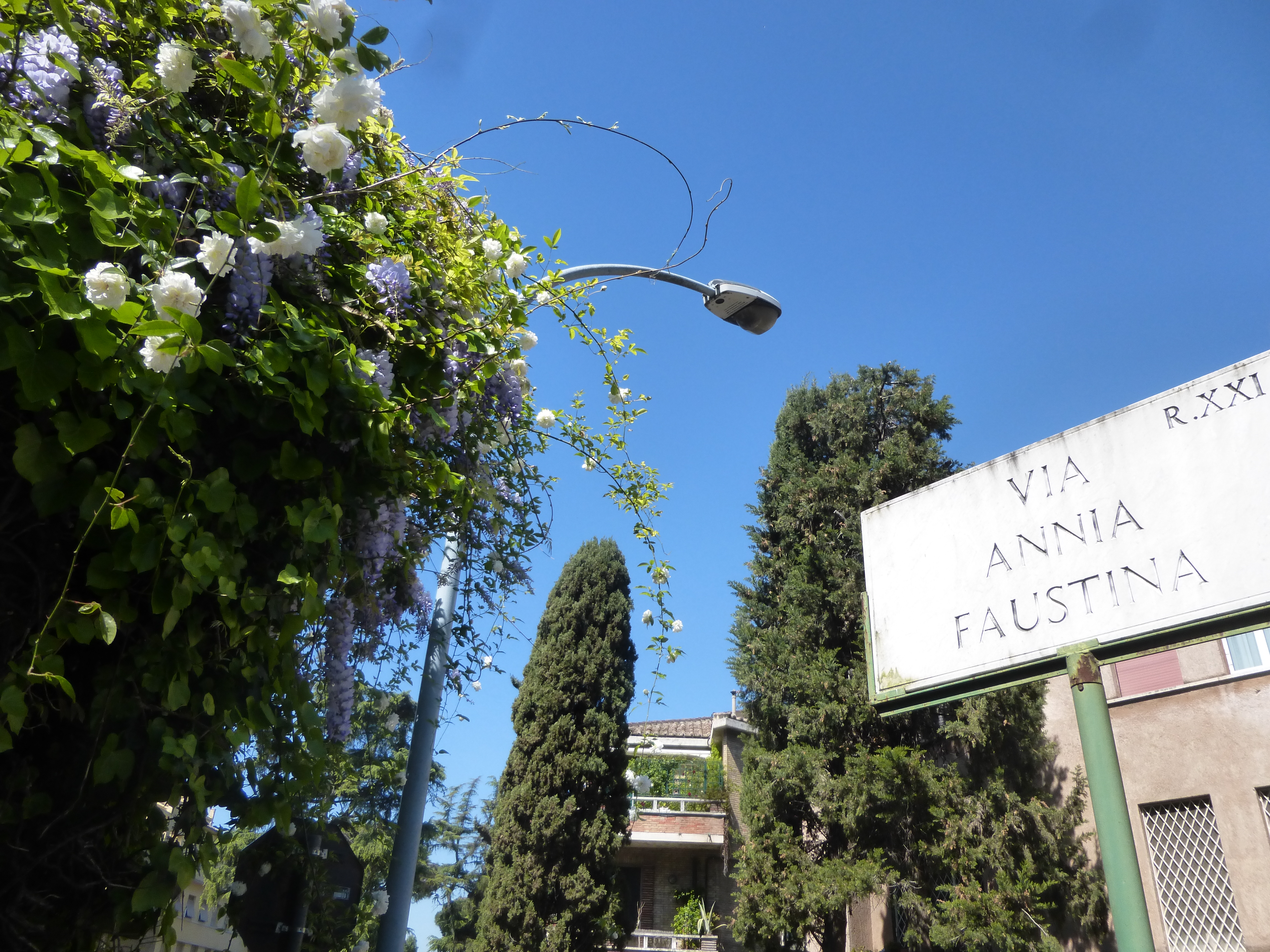
La via dedicata a Roma, sul piccolo Aventino, ad Annia Cornificia Faustina, che qui aveva una villa.

Alla morte del padre nel 124, fu cresciuta insieme al fratello dalla madre e dal nonno paterno, il senatore di rango consolare Marco Annio Vero, morto a sua volta nel 138. Le relazioni tra Cornificia e Marco Aurelio dovettero essere buone perché, prima che lei si sposasse, si divisero l'eredità paterna di comune accordo.
Cornificia sposò il senatore Gaio Ummidio Quadrato Anniano Vero, diretto discendente del consul suffectus Gaio Ummidio Durmio Quadrato, e a sua volta console suffetto nel 146.
Cornificia ebbe da Anniano Vero due figli, un maschio e una femmina:
- Marco Ummidio (o Numidio) Quadrato Anniano
- Ummidia Cornificia Faustina

## Ascendenza
|                           |   |                                    | Genitori                       |  |  | Nonni |  |  | Bisnonni                |  |  | Trisnonni |  |
|                           |   |                                    |                                |  |  |       |  |  | Marco Annio Vero Minore |  |  | …         |  |
|                           |   |                                    |                                |  |  |       |  |  | Marco Annio Vero Minore |  |  | …         |  |
|                           |   | …                                  |                                |  |  |       |  |  | Marco Annio Vero Minore |  |  |           |  |
| Console Marco Annio Vero  |   |                                    |                                |  |  |       |  |  | Marco Annio Vero Minore |  |  |           |  |
|                           |   | …                                  | …                              |  |  |       |  |  |                         |  |  |           |  |
|                           |   | …                                  | …                              |  |  |       |  |  |                         |  |  |           |  |
|                           |   | …                                  | …                              |  |  |       |  |  |                         |  |  |           |  |
| Marco Annio Vero          |   | …                                  |                                |  |  |       |  |  |                         |  |  |           |  |
|                           |   | Lucio Scribonio Rupilio Frugi Bono | …                              |  |  |       |  |  |                         |  |  |           |  |
|                           |   | Lucio Scribonio Rupilio Frugi Bono | …                              |  |  |       |  |  |                         |  |  |           |  |
|                           |   | Lucio Scribonio Rupilio Frugi Bono | …                              |  |  |       |  |  |                         |  |  |           |  |
| Rupilia Faustina          |   | Lucio Scribonio Rupilio Frugi Bono |                                |  |  |       |  |  |                         |  |  |           |  |
|                           |   | Salonina Matidia                   | Gaio Salonio Matridio Patriuno |  |  |       |  |  |                         |  |  |           |  |
|                           |   | Salonina Matidia                   | Gaio Salonio Matridio Patriuno |  |  |       |  |  |                         |  |  |           |  |
|                           |   | Salonina Matidia                   | Ulpia Marciana                 |  |  |       |  |  |                         |  |  |           |  |
| Annia Cornificia Faustina |   | Salonina Matidia                   |                                |  |  |       |  |  |                         |  |  |           |  |
|                           | … | …                                  |                                |  |  |       |  |  |                         |  |  |           |  |
|                           | … | …                                  |                                |  |  |       |  |  |                         |  |  |           |  |
|                           | … | …                                  |                                |  |  |       |  |  |                         |  |  |           |  |
| Tullio Domizio Calvisio   | … |                                    |                                |  |  |       |  |  |                         |  |  |           |  |
|                           |   | …                                  | …                              |  |  |       |  |  |                         |  |  |           |  |
|                           |   | …                                  | …                              |  |  |       |  |  |                         |  |  |           |  |
|                           |   | …                                  | …                              |  |  |       |  |  |                         |  |  |           |  |
| Domizia Lucilla           |   | …                                  |                                |  |  |       |  |  |                         |  |  |           |  |
|                           |   | …                                  | …                              |  |  |       |  |  |                         |  |  |           |  |
|                           |   | …                                  | …                              |  |  |       |  |  |                         |  |  |           |  |
|                           |   | …                                  | …                              |  |  |       |  |  |                         |  |  |           |  |
| Domitia Lucilla Maggiore  |   | …                                  |                                |  |  |       |  |  |                         |  |  |           |  |
|                           |   | …                                  | …                              |  |  |       |  |  |                         |  |  |           |  |
|                           |   | …                                  | …                              |  |  |       |  |  |                         |  |  |           |  |
|                           |   | …                                  | …                              |  |  |       |  |  |                         |  |  |           |  |
|                           |   | …                                  |                                |  |  |       |  |  |                         |  |  |           |  |

### Fonti primarie
- Marco Aurelio, Colloqui con sé stesso
- (EN)  Historia Augusta, Marco Aurelio (1, 2) e Commodo

### Fonti secondarie
- A. Garzetti, L'impero da Tiberio agli Antonini, Bologna, Cappelli, 1960
- A. R. Birley, Marco Aurelio, trad. it., Rusconi, Milano 1990